# Microsoft Solutions Framework
Microsoft Solutions Framework (MSF) — методология разработки программного обеспечения, предложенная корпорацией Microsoft. MSF опирается на практический опыт Microsoft и описывает управление людьми и рабочими процессами в процессе разработки решения.

## Введение
В 1994 году Microsoft выпустила в свет пакет руководств по эффективному проектированию, разработке, внедрению и сопровождению решений, построенных на основе своих технологий. Это представлено в виде двух областей знаний: Microsoft Solutions Framework (MSF) и Microsoft Operations Framework (MOF).
Microsoft разработала на базе общих методов MSF методики для прикладного и специализированного применения.
Наиболее популярные прикладные варианты MSF, разработанные Microsoft: методика внедрения решений в области Управления проектами и  методика управления IT-проектами на базе методологий MSF и Agile.
Важность прикладных вариантов MSF подчёркивает тот факт, что в «чистом варианте» саму методику MSF в своих IT-проектах компания Microsoft не использует. В проектах Microsoft Consulting Services используется гибридная методология MSF и Agile. Несмотря на внешние существенные различия прикладных вариантов MSF, разработанных экспертами Microsoft, общая база методов MSF для них остается общая и отражает общие методологические подходы к итеративному ведению проектов.
MSF состоит из двух моделей и трех дисциплин. Они подробно описаны в 5 whitepapers.
MSF содержит:
- модели:
  - модель проектной группы
  - модель процессов
- дисциплины:
  - дисциплина управление проектами
  - дисциплина управление рисками
  - дисциплина управление подготовкой

## Модель проектной группы MSF
Модель проектной группы MSF (MSF Team Model) описывает подход Майкрософт к организации работающего над проектом персонала и его деятельности в целях максимизации успешности проекта. Данная модель определяет ролевые кластеры, их области компетенции и зоны ответственности, а также рекомендации членам проектной группы, позволяющие им успешно осуществить свою миссию по воплощению проекта в жизнь.
Модель проектной группы MSF разрабатывалась в течение нескольких лет и возникла в результате осмысления недостатков пирамидальной, иерархической структуры традиционных проектных групп.
В соответствии с моделью MSF проектные группы строятся как небольшие многопрофильные команды, члены которых распределяют между собой ответственность и дополняют области компетенций друг друга. Это дает возможность четко сфокусировать внимание на нуждах проекта. Проектную группу объединяет единое видение проекта, стремление к воплощению его в жизнь, высокие требования к качеству работы и желание самосовершенствоваться.
Ниже описываются основные принципы, ключевые идеи и испытанные методики MSF в применении к модели проектной группы.
MSF включает в себя ряд основных принципов. Вот те из них, которые имеют отношение к успешной работе команды:
1. Распределение ответственности при фиксации отчетности
2. Наделяйте членов команды полномочиями
3. Концентрируйтесь на бизнес-приоритетах
4. Единое видение проекта
5. Проявляйте гибкость — будьте готовы к переменам
6. Поощряйте свободное общение

Успешное использование модели проектной группы MSF основывается на ряде ключевых концепций (key concepts):
1. Команда соратников
2. Сфокусированность на нуждах заказчика
3. Нацеленность на конечный результат
4. Установка на отсутствие дефектов
5. Стремление к самосовершенствованию
6. Заинтересованные команды работают эффективно

MSF основан на постулате о шести качественных целях, достижение которых определяет успешность проекта. Эти цели обуславливают модель проектной группы. В то время как за успех проекта ответственна вся команда, каждый из её ролевых кластеров, определяемых моделью, ассоциирован с одной из упомянутых шести целей и работает над её достижением.
В проектную группу входят такие ролевые кластеры:
- управление программой
- управление продуктом
- разработка
- тестирование
- управление релизом
- удовлетворение потребителя

Они ответственны за различные области компетенции (functional areas) и связанные с ними цели и задачи. Иногда ролевые кластеры называются просто ролями. Но в любом случае суть концепции остается той же — построить основу производственных отношений и связанную с ней модель команды такими, чтобы они были приспосабливаемыми (масштабируемыми) для удовлетворения нужд любого проекта.
Как уже было сказано выше, проектная группа по MSF состоит из шести ролевых кластеров, каждый из которых отвечает за:
- управление программой (program manager) — разработку архитектуры решения, административные службы;
- разработку (developer) — разработку приложений и инфраструктуры, технологические консультации;
- тестирование (QAE) — планирование, разработку тестов и отчетность по тестам;
- управление выпуском (release manager) — инфраструктуру, сопровождение, бизнес-процессы, выпуск готового продукта;
- удовлетворение заказчика (user experience) — обучение, эргономику, графический дизайн, техническую поддержку;
- управление продуктом (product manager) — бизнес-приоритеты, маркетинг, представительство интересов заказчика.

Наличие шести ролевых кластеров не означает, что количество членов команды должно быть кратным шести — один человек может совмещать несколько ролей и наоборот, ролевой кластер может состоять из нескольких лиц в зависимости от размера проекта, его сложности и профессиональных навыков, требуемых для реализации всех областей компетенции кластера. Минимальный коллектив по MSF может состоять всего из трех человек. Модель не требует назначения отдельного сотрудника на каждый ролевой кластер. Смысл состоит в том, что в команде должны быть представлены все шесть качественных целей. Обычно, выделение как минимум одного человека на каждый ролевой кластер обеспечивает полноценное внимание к интересам каждой из ролей, но это экономически оправданно не для всех проектов. Зачастую члены проектной группы могут объединять роли.
В малых проектных группах объединение ролей является необходимым. При этом должны соблюдаться два принципа:
1. Роль команды разработчиков не может быть объединена ни с какой другой ролью.
2. Избежание сочетания ролей, имеющих предопределенные конфликты интересов.

Как и в любой другой командной деятельности, подходящая комбинация ролей зависит от самих членов команды, их опыта и профессиональных навыков. На практике совмещение ролей встречается нередко. И если проектная группа производит его обдуманно и управляет связанными с таким объединением рисками, возникающие проблемы будут минимальными.
MSF не предоставляет конкретных рецептов управления проектами и не содержит объяснений разнообразных методов работы, которые применяют опытные менеджеры. Принципы MSF формируют такой подход к управлению проектами, при котором:
- ответственность за управление проектом распределенная между лидерами ролевых кластеров внутри команды — каждый член проектной группы отвечает за общий успех проекта и качество создаваемого продукта.
- профессиональные менеджеры выступают в качестве консультантов и наставников команды, а не выполняют функции контроля над ней — в эффективно работающей команде каждый её член имеет необходимые полномочия для выполнения своих обязанностей и уверен, что получит от коллег все необходимое.

Как следует из вышесказанного, одна из характерных особенностей MSF — отсутствие должности менеджера проекта!
Модель проектной группы MSF предлагает разбиение больших команд (более 10 человек) на малые многопрофильные группы направлений (feature teams). Эти малые коллективы работают параллельно, регулярно синхронизируя свои усилия. Кроме того, когда ролевому кластеру требуется много ресурсов, формируются т. н. функциональные группы (functional teams), которые затем объединяются в ролевые кластеры.
Использование ролевых кластеров не подразумевает и не навязывает
никакой специальной структуры организации или обязательных должностей.
Административный состав ролей может широко варьироваться в разных организациях и проектных группах. Чаще всего роли распределяются среди различных подразделений одной организации, но иногда часть их отводится сообществу потребителей или внешним по отношению к организации консультантам и партнерам. Ключевым моментом является четкое определение работников, ответственных за каждый ролевой кластер, их функций, ответственности и ожидаемого вклада в конечный результат.
Модель проектной группы MSF не обеспечивает успех сама по себе. Есть много других факторов, определяющих успех или неудачу проекта, но структура проектной группы, безусловно, вносит существенный вклад.
Подходящая структура команды является фундаментом успеха, и реализация модели MSF с использованием лежащих в её основе принципов поможет сделать проектные группы более эффективными и, как следствие, более успешными.

## Модель процессов MSF
Модель процессов MSF (MSF process model) представляет общую методологию разработки и внедрения IT решений. Особенность этой модели состоит в том, что благодаря своей гибкости и отсутствию жестко навязываемых процедур она может быть применена при разработке весьма широкого круга IT проектов. Эта модель сочетает в себе свойства двух стандартных производственных моделей: каскадной (waterfall) и спиральной (spiral). Модель процессов в MSF 3.0 была дополнена ещё одним инновационным аспектом: она покрывает весь жизненный цикл создания решения, начиная с его отправной точки и заканчивая непосредственно внедрением. Такой подход помогает проектным группам сфокусировать своё внимание на бизнес-отдаче (business value) решения, поскольку эта отдача становится реальной лишь после завершения внедрения и начала использования продукта.
Процесс MSF ориентирован на «вехи» (milestones) — ключевые точки проекта, характеризующие достижение в его рамках какого-либо существенного (промежуточного либо конечного) результата. Этот результат может быть оценен и проанализирован, что подразумевает ответы на вопросы: «Пришла ли проектная группа к однозначному пониманию целей и рамок проекта?», «В достаточной ли степени готов план действий?», «Соответствует ли продукт утверждённой спецификации?», «Удовлетворяет ли решение нужды заказчика?» и т. д.
Модель процессов MSF учитывает постоянные изменения проектных требований. Она исходит из того, что разработка решения должна состоять из коротких циклов, создающих поступательное движение от простейших версий решения к его окончательному виду.
Модель процессов MSF тесно связана с базовыми принципами MSF, рассмотренными выше. Вообще говоря, тремя особенностями модели процессов MSF являются:
- Подход, основанный на фазах и вехах.
- Итеративный подход.
- Интегрированный подход к созданию и внедрению решений.

Модель процессов включает такие основные фазы процесса разработки:
- Выработка концепции (Envisioning)
- Планирование (Planning)
- Разработка (Developing)
- Стабилизация (Stabilizing)
- Внедрение (Deploying)

Кроме этого существует большое количество промежуточных вех, которые показывают достижение в ходе проекта определенного прогресса и расчленяют большие сегменты работы на меньшие, обозримые участки. Для каждой фазы модели процессов MSF определяет:
- что (какие артефакты) является результатом этой фазы
- над чем работает каждый из ролевых кластеров на этой фазе

В рамках MSF программный код, документация, дизайн, планы и другие рабочие материалы создаются, как правило, итеративными методами. MSF рекомендует начинать разработку решения с построения, тестирования и внедрения его базовой функциональности. Затем к решению добавляются все новые и новые возможности. Такая стратегия именуется стратегией версионирования. Несмотря на то, что для малых проектов может быть достаточным выпуск одной версии, рекомендуется не упускать возможности создания для одного решения ряда версий. С созданием новых версий эволюционирует функциональность решения.
Итеративный подход к процессу разработки требует использования гибкого способа ведения документации. «Живые» документы (living documents) должны изменяться по мере эволюции проекта вместе с изменениями требований к конечному продукту. В рамках MSF предлагается ряд шаблонов стандартных документов, которые являются артефактами каждой стадии разработки продукта и могут быть использованы для планирования и контроля процесса разработки.
Решение не представляет бизнес-ценности, пока оно не внедрено. Именно по этой причине модель процессов MSF содержит весь жизненный цикл создания решения, включая его внедрение — вплоть до момента, когда решение начинает давать отдачу.

### Управление рисками
Управление рисками (risk management) — это одна из ключевых дисциплин Microsoft Solutions Framework® (MSF). MSF видит в изменениях и возникающей из-за них неопределенности неотъемлемые части жизненного цикла информационных технологий. Дисциплина управления рисками в MSF (MSF risk management discipline (недоступная ссылка)) отстаивает превентивный подход к работе с рисками в условиях такой неопределенности, непрерывное оценивание рисков и использование информации о рисках в рамках процесса принятия решений на протяжении всего жизненного цикла проекта. Данная дисциплина предлагает принципы, идеи и рекомендации, подкрепленные описанием пошагового процесса для успешного активного управления рисками. Этот процесс включает в себя выявление и анализ рисков; планирование и реализацию стратегий по их профилактике и смягчению возможных последствий; отслеживание состояния рисков и извлечение уроков из обретенного опыта. Девиз MSF — мы не боремся с рисками — мы ими управляем.
Как уже говорилось выше, в MSF нет роли «менеджер проекта». Деятельность по управлению проектом распределяется между лидерами групп
и ролевым кластером «Управление программой».
Для лидеров групп и ролевого кластера «Управление программой» инструментом управления проектом, облегчающим создание планов и календарных графиков, является WBS. Иерархическая структура работ (Work Breakdown Structure — WBS) — это структуризация работ проекта, отражающая его основные результаты и определяющая его рамки. Работа, не описанная в WBS, находится вне границ проекта. В MSF создание WBS является коллективной деятельностью, в которую вовлекаются все ролевые кластеры. Каждая роль ответственна за предоставление детального описания собственной работы.

### Управление подготовкой
Управление подготовкой — это также одна из ключевых дисциплин Microsoft Solutions Framework (MSF). Она посвящена управлению знаниями, профессиональными умениями и способностями, необходимыми для планирования, создания и сопровождения успешных решений. Дисциплина управления подготовкой MSF описывает фундаментальные принципы MSF и дает рекомендации по применению превентивного подхода к управлению знаниями на протяжении всего жизненного цикла информационных технологий. Эта дисциплина также рассматривает планирование процесса управления подготовкой. Будучи подкрепленной испытанными практическими методиками, дисциплина управления подготовкой предоставляет проектным группам и отдельным специалистам базу для осуществления этого процесса.
Следует отметить, что MSF не навязывает использование других продуктов Microsoft. Например, для организации процесса производства ПО можно использовать MSF и при этом применять инструменты Borland, хотя будущая версия MSF 4.0 будет жестко привязана к Microsoft Team System — новому инструментальному средству Майкрософт для поддержки командной работы.

## Версии
Первая версия MSF появилась в 1994 году. Текущая версия — MSF 4.0 была представлена в 2005 году. В данной версии произошло разделение методологии на два направления: MSF for Agile Software Development и MSF for CMMI Process Improvement.
Кроме этого, появилась роль архитектора и поддержка методологии в инструменте — Visual Studio Team System.